# Shogakukan-Shūeisha Productions
Shogakukan-Shueisha Productions (小学館集英社プロダクション Shougakukan-Shuueisha Purodakushonis?) ShoPro para abreviar, es una subsidiaria de las editoriales japonesas más grandes: Shogakukan Inc., Shueisha Inc. y Hakusensha Inc.. Juntos, distribuyen la mayoría de las acciones de las revistas más populares y libros de historietas en Japón. Es un coproductor de Tenkai Knights, junto con Spin Master. Anteriormente, estaban involucrados en varios animes notables como Pokémon o Duel Masters. Antes de que Spin Master comenzara a trabajar con ellos, también produjeron una serie derivada de su gran ex-proyecto Spinmaster, que fue nombrado Baku Tech! Bakugan.

## Historia
ShoPro fue fundada en 1967 con el propósito de otorgar bienes y gestionar la micro-mercadotecnia de los inmuebles pertenecientes a Shogakukan Inc.. ShoPro desde entonces ha experimentado un crecimiento constante y una ampliación en dos grandes sectores: el sector de los medios de comunicación y el sector de desarrollo educativo. Ellos representan algunas de las marcas de entretenimiento más populares del mundo para el mercado japonés.

### ShoPro en Occidente
En 1991, se abre una subsidiaria llamada Shogakukan Productions U.S.A. (小学館プロダクションU.S.A.?) con sede en San Francisco, California. La filial se encarga de la concesión de licencias a los territorios de América y Europa con excepción de Asia. En 2000, se establece ShoPro U.S.A. que posteriormente en enero de 2003 anunciaba su cambio de nombre a ShoPro Entertainment. En enero de 2005, ShoPro Entertainment y la editorial estadounidense VIZ Communications LLC, anunciaron una fusión para formar una nueva empresa de distribución que sería concretada en abril del mismo año bajo el nombre de VIZ Media LLC.

### Participación en Tenkai Knights
El 22 de junio de 2013, se anunció que Shogakukan y Spin Master trabajaron en Tenkai Knights, que fue anunciado para estrenarse dos meses después. En febrero de 2014, también se supo que Tenkai Knights fue finalmente presentado en Japón. Como Tenkai Knights es principalmente una producción japonesa, sólo con financiación en parte canadiense y poco aporte creativo, Shogakukan probablemente tuvo más influencia en la producción.

## Tratando con subidas ilegales
Shogakukan es conocido en el grupo de fanes de anime por ser muy estricto cuando se trata de archivos ilegales. En particular en YouTube en la que incluirán episodios de anime mismos (sólo para Japón), que a menudo adoptan bajo vídeos que incluso sólo tienen poco contenido tomado de ellos. Aunque los episodios en inglés fueron subidos por Spin Master, Shogakukan los "clausuró", así como después de la apertura japonesa de Tenkai Knights, que fue después de que se subió en Vimeo.
Además, es responsable directo de la caída del canal de Youtube "Artzie Music", el cual subia música del género Future funk usando GIFs de diversos animes ochenteros, entre ellos Urusei Yatsura.